# Jorăști (okręg Gałacz)
Jorăști – wieś w Rumunii, w okręgu Gałacz, w gminie Jorăști. W 2011 roku liczyła 1146 mieszkańców.